# Trichostomum latifolium
Trichostomum latifolium là một loài rêu trong họ Pottiaceae. Loài này được (Hedw.) Schwägr. mô tả khoa học đầu tiên năm 1811.